# Marcel van Crombrugge
Marcel Lucien Van Crombrugge, belgijski veslač, * 13. september 1880, † 23. september 1940.
Van Crombrugge je za Belgijo nastopil na Poletnih olimpijskih igrah 1900 v Parizu, kjer je kot član osmerca kluba Royal Club Nautique de Gand osvojil srebrno medaljo.